# Gagrella hainanensis
Gagrella hainanensis is een hooiwagen uit de familie Sclerosomatidae.